# Friedhelm Kemp
Friedhelm Kemp (11. prosince 1914, Kolín nad Rýnem – 3. března 2011, Mnichov) byl německý spisovatel a překladatel.

## Životopis
Kemp se narodil v měšťanské rodině a vyrůstal v Cáchách a ve Frankfurtu nad Mohanem. V roce 1938 promoval v Mnichově u romanisty Karla Vosslera. Šedesát let byl aktivním překladatelem a esejistou. Překládal především francouzské básníky (Charles Baudelaire, Maurice Scève, Saint-John Perse, Yves Bonnefoy, Philippe Jaccottet). Kemp také vydal dílo Clemense Brentana v Hanser-Verlag a Elsy Lasker-Schülersové ve Kösel-Verlag. V roce 1963 získal cenu Johanna Heinricha Voße za překlad a v roce 1998 cenu Josepha Breitbacha. V roce 2007 následovala cena Horsta Bieneka.

## Dílo (výběr)
- Baudelaire und das Christentum. Michaelis-Braun, Marburg/Lahn 1939
- Deutsche geistliche Dichtung aus tausend Jahren. Kösel Verlag, Mnichov 1958
- Die Kunst stets heiter zu sein. Brevier der Lebensweisheit. Galama, Grünwald/Isartal 1959
- Deutsche Liebesdichtung aus achthundert Jahren. Deutsche Buch-Gemeinschaft, Berlín, Darmstadt, Vídeň 1960
- Mit Norbert Miller und Georg Philipp: Jean Paul. Werk, Leben, Wirkung. Piper Verlag, Mnichov 1963.
- Dichtung als Sprache. Wandlungen der modernen Poesie. Kösel Verlag, Mnichov 1965
- Kunst und Vergnügen des Übersetzens. Neske Verlag, Pfullingen 1965
- Prokop von Templin. Ein süddeutscher Barockprediger. Festvortrag zur 87. Jahresversammlung der Gesellschaft der Bibliophilen e.V. am 1. Juni 1986 in Passau. Gesellschaft der Bibliophilen, Mnichov 1987
- „... das Ohr, das spricht“. Spaziergänge eines Lesers und Übersetzers. Hanser, Mnichov, Wien 1989. ISBN 3-446-15738-7
- Ernst Barlach - Theodor Däubler, eine Freundschaft. Vortrag zur Eröffnung der Ausstellung Ernst Barlach - Theodor Däubler, Die Welt Versöhnt und Übertönt der Geist, 27. duben 2001. Barlach-Stiftung
- Das europäische Sonett. Wallstein, Göttingen 2002, ISBN 3-89244-481-1 (Münchener komparatistische Studien; 2)
- Einmal für immer. Gedichte. Oreos, Waakirchen-Krottenthal 2004, ISBN 3-923657-78-1
- „Gen Unverklungen“. Der eine Dichter, das eine Gedicht - gestern und heute. Lyrik-Kabinett, Mnichov 2006, ISBN 978-3-938776-08-7 (Münchner Reden zur Poesie)

překlady
- Yves Bonnefoy: Les planches courbes - Die gebogenen Planken, Klett Cotta, Stuttgart 2004 ISBN 3-608-93657-2